# Ай (река)
Вижте пояснителната страница за други значения на Ай.
Ай (на башкирски: Әй) е река в Европейска Русия, Челябинска област (271 km) и Република Башкортостан (278 km) ляв приток (най-голям) на река Уфа, от басейна на Кама. Дължината ѝ е 549 km, която ѝ отрежда 169-о място по дължина сред реките на Русия.

## Географска характеристика

### Извор, течение, устие
Река Ай води началото си от блатото Клюквено, на 878 m н.в., разположено на границата между хребетите Уренга и Аваляк в планината Южен Урал в Челябинска област. В началото до град Златоуст тече на североизток, след това до град Куса – на северозапад, където завива остро на югозапад и следва това направление до посьолок Межевой. След това напуска пределите на Челябинска област, при село Лакли навлиза в Република Башкортостан и излиза от планината. В този близо 280 километров участък реката има типичен планински характер – сравнително тясна долина с високи брегове, по-голям наклон (4,3%), бързеи и прагове. След село Лакли завива на север и северозапад и протича по източната част на Юрюзано-Айската равнина и Уфимското плато. Влива се отляво в река Уфа (десен приток на Белая, от басейна на Кама) при нейния 382 km, на 164 m н.в., на 8 km северозападно от село Уст Югуз, Република Башкортостан.

### Водосборен басейн, притоци
Водосборният басейн на Ай обхваща площ от 15 хил. km2, което представлява 28,25% от водосборния басейн на река Уфа. Във водосборния басейн на реката попадат части от териториите на Република Башкортостан и Челябинска област.
Границите на водосборния басейн на реката са следните:
- на североизток – водосборния басейн на река Уфа, десен приток на река Белая;
- на югоизток – водосборния басейн на река Белая, ляв приток на река Кама;
- на югозапад – водосборния басейн на река Юрюзан, ляв приток на река Уфа.

Река Ай получава множество притоци, като 2 от тях са дължина над 100 km:
- 138 ← Голям Ик 108 / 1460, при село Таишево, Република Башкортостан
- 92 ← Ик 102 / –, при село Болшеустикинское, Република Башкортостан

### Хидроложки показатели
Подхранването на Ай е предимно снегово и в по-малък процент дъждовно и подземно. При град Златоуст през пролетта (април-юни) преминава 67,1% от годишния отток на реката, през лятно-есенния (юли-ноември) – 25,6%, през зимния (декември-март) – 7,3%. В долното течение тези показатели са следните: пролетен – 62,6%, лятно-есенен – 27,4%, зимен – 10%. Среден годишен отток при град Златоуст 8,6 m3/s, при село Лакли 48,2 m3/s, в устието 84 m3/s. Замръзва от края на октомври до началото на декември, а се размразява приз април и началото на май.

## Селища
По теченето на реката са разположени сравнително малко населени места, в т.ч. 2 града:
- Челябинска област – Златоуст, Куса, посьолок Межевой;
- Република Башкортостан – селата Месягутово и Болшеустикинское (районни центрове).

## Стопанско значение
По течението на Ай са изградени няколко малки язовира, които в известна степен регулират оттока на реката. В най-долното си течение, до село Метели е плавателна за малки съдове.